# Defne Kayalar
Defne Kayalar est une actrice turque.

## Biographie
Defne Kayalar obtient un diplôme au département d'art graphique de l'Université Bilkent à Ankara. Elle travaille ensuite comme assistante au département de cinéma et télévision de l'Université Bilgi d'Istanbul. 
En 2014, elle épouse le réalisateur Ali Bilgin.
Elle joue un personnage récurrent dans la série 20 Dakika. Elle apparaît ensuite notamment dans la telenovela Bu Şehir Arkandan Gelecek puis trouve un rôle important dans la série Netflix Bir Başkadır.

## Filmographie

### Cinéma
- 1999 : Mrs. Salkım's Diamonds : la femme d'Artin
- 2015 : Delibal
- 2017 : Yol Ayrımı

### Télévision
- 2003 : Alacakaranlık
- 2011 : Al Yazmalım : Suna
- 2013 : 20 Dakika : Derin Solmaz
- 2013-2015 : Medcezir : Sedef Kaya
- 2017 : Bu Şehir Arkandan Gelecek : Nesrin
- 2018-2020 : Le Protecteur d'Istanbul : Suzan Bayraktar
- 2020 : Bir Başkadır : Peri
- 2022-2024 : Les ailes de l'ambition (Kuş Uçuşu) : Gül Simin